# Олексинська сільська рада (Борщівський район)
Оле́ксинська сільська́ ра́да — колишня адміністративно-територіальна одиниця та орган місцевого самоврядування в Борщівському районі Тернопільської області. Адміністративний центр — с. Олексинці.

## Загальні відомості
- Територія ради: 3,583 км²
- Населення ради: 1 073 особи (станом на 2001 рік)
- Територією ради протікає річка Серет

12 вересня 2016 року увійшла до складу Більче-Золотецької сільської громади.

## Населені пункти
Сільській раді були підпорядковані населені пункти:
- с. Олексинці

## Населення
Згідно з переписом УРСР 1989 року чисельність наявного населення сільської ради становила 1996 осіб, з яких 851 чоловік та 1145 жінок.
За переписом населення України 2001 року в сільській раді мешкало 1097 осіб.

### Мова
Розподіл населення за рідною мовою за даними перепису 2001 року:
| Мова       | Відсоток |
| ---------- | -------- |
| українська | 99,44 %  |
| молдовська | 0,28 %   |
| російська  | 0,28 %   |

## Склад ради
Рада складається з 16 депутатів та голови.
- Голова ради:
- Секретар ради: Болібрух Марія Василівна

### Керівний склад попередніх скликань
| Прізвище, ім'я, по батькові | Основні відомості                                    | Дата обрання | Дата звільнення |
| --------------------------- | ---------------------------------------------------- | ------------ | --------------- |
| Вирозуб Андрій Васильович   | Сільський голова, 1978 року народження, безпартійний | 26.03.2006   | 31.10.2010      |

Примітка: таблиця складена за даними сайту Верховної Ради України

### Депутати
За результатами місцевих виборів 2010 року депутатами ради стали:

#### За суб'єктами висування
| Суб'єкт висування | Кількість обраних депутатів | %   |
| ----------------- | --------------------------- | --- |
| Самовисування     | 16                          | 100 |

#### За округами
| № округу | Прізвище, ім'я, по батькові     | Дата визнання обраним | Освіта  | Партійна приналежність | Відомості про обраного депутата                      |
| -------- | ------------------------------- | --------------------- | ------- | ---------------------- | ---------------------------------------------------- |
| 1        | Болібрух Марія Василівна        | 01.11.2010            | вища    | позапартійна           | Олексинська сільська рада, секретар                  |
| 2        | Буштинський Іван Юркович        | 01.11.2010            | середня | позапартійний          | Олексинська загальноосвітня школа, оператор котельні |
| 3        | Мишкун Ярослава Йосипівна       | 01.11.2010            | середня | позапартійна           | тимчасово не працює                                  |
| 4        | Шпак Володимир Михайлович       | 01.11.2010            | середня | позапартійний          | тимчасово не працює                                  |
| 5        | Гуменюк Марія Петрівна          | 01.11.2010            | середня | позапартійна           | тимчасово не працює                                  |
| 6        | Вирозуб Володимир Володимирович | 01.11.2010            | середня | позапартійний          | тимчасово не працює                                  |
| 7        | Лотоцька Світлана Миколаївна    | 01.11.2010            | вища    | позапартійна           | Відділення зв'язку, завідувачка                      |
| 8        | Чикурлій Марія Іванівна         | 01.11.2010            | середня | позапартійна           | тимчасово не працює                                  |
| 9        | Валявський Йосип Петрович       | 01.11.2010            | середня | позапартійний          | тимчасово не працює                                  |
| 10       | Дешевий Василь Іванович         | 01.11.2010            | середня | позапартійний          | КП «Воля», директор                                  |
| 11       | Щерецький Іван Йосипович        | 01.11.2010            | середня | позапартійний          | Пп «Грицюк К. В.»                                    |
| 12       | Бабій Галина Григорівна         | 01.11.2010            | середня | позапартійна           | Олексинський будинок культури, завклуб               |
| 13       | Дешевий Володимир Петрович      | 01.11.2010            | вища    | позапартійний          | ПрАт"БРВ Київ", завсклад                             |
| 14       | Настюк Петро Володимирович      | 01.11.2010            | середня | позапартійний          | тимчасово не працює                                  |
| 15       | Остафій Оксана Каролівна        | 01.11.2010            | вища    | позапартійна           | Олексинська сільська рада, бухгалтер                 |
| 16       | Мороз Іван Степанович           | 01.11.2010            | середня | позапартійний          | Заліщицьке лісництво, лісник                         |